# Hazrat-e Sultan (distrikt)
Hazrat-e Sultan är ett distrikt i Afghanistan. Det ligger i provinsen Samangan, i den norra delen av landet, 240 kilometer nordväst om huvudstaden Kabul. Administrativ huvudort är Hazrat-e Sultan.
Distriktet beräknades år 2022 ha cirka 48 000 invånare.